# Заелица
Зае́лица (бел. Заеліца) — агрогородок в составе Славковичского сельсовета Глусского района Могилёвской области Республики Беларусь.

Административный центр Славковичского сельсовета.

## Население
- 1999 год — 964 человека
- 2009 год — 828 человек